# Autochloris ethela
Autochloris ethela là một loài bướm đêm thuộc phân họ Arctiinae, họ Erebidae.